# John Salley
John Thomas Salley (ur. 16 maja 1964 w Nowym Jorku) – amerykański koszykarz grający w lidze NBA na pozycjach silnego skrzydłowego lub środkowego, aktor, prezenter radiowy i telewizyjny, czterokrotny mistrz ligi z drużynami Detroit Pistons, Chicago Bulls i Los Angeles Lakers.
Ze względu na długie ręce i styl gry obronnej nosił pseudonim "Pająk".
Pierwszy w historii gracz, który zdobył trzy tytuły mistrzowskie, grając w różnych klubach. W 2005 jego osiągnięcie powtórzył Robert Horry, zaś w 2020 LeBron James.

## Kariera sportowa
W 1986 został wybrany przez Detroit Pistons w pierwszej rundzie draftu z numerem 11. W klubie tym, wraz z m.in. Isiahem Thomasem, Dennisem Rodmanem, Joe Dumarsem czy Billem Laimbeerem tworzyli najlepszą drużynę końca lat 80., słynnych "Bad Boys" z Detroit Chucka Daly'ego. Właśnie z Pistonsami, w latach 1989 i 1990, Salley zdobył swe pierwsze tytuły Mistrza NBA.
W 1992 został sprzedany do Miami Heat, a po trzech kolejnych latach na krótko trafił do Toronto Raptors, skąd przeszedł do Chicago Bulls. Tutaj, wraz z Michaelem Jordanem, Scottiem Pippenem i byłym kolegą z Pistons Dennisem Rodmanem, zdobył swój trzeci mistrzowski pierścień.
Po sezonie 1995–1996 Salley zdecydował się zakończyć karierę. Ale nie była to decyzja nieodwołalna. Najpierw, jeszcze w 1996 na kilka gier dołączył do greckiego klubu Panathinaikos Ateny, a następnie, w 1999, podpisał kontrakt z drużyną Lakersów, pomagając Kobiemu Bryantowi i Shaquille'owi O'Nealowi w zdobyciu pierwszego z trzech kolejnych mistrzowskich tytułów. Po tym sezonie odszedł ostatecznie na koszykarską emeryturę, mówiąc, że zdobył "trzy mistrzowskie pierścienie, z trzema różnymi klubami, w trzech różnych dekadach i w ciągu dwóch mileniów."
W 1988 ukończył Georgia Institute of Technology.
Przez krótki czas był analitykiem w programie NBA Showtime. W 2006 został mianowany komisarzem ligi ABA.

## Osiągnięcia

### NCAA
- Uczestnik rozgrywek:
  - Elite 8 turnieju NCAA (1985)
  - Sweet 16 turnieju NCAA (1985, 1986)
- Mistrz:
  - turnieju konferencji Atlantic Coast (ACC - 1985)
  - sezonu regularnego konferencji ACC (1985)
- Zaliczony do III składu All-American (1986 przez NABC)

### NBA
- 4-krotny mistrz NBA (1989, 1990, 1996, 2000)[1]
- Wicemistrz NBA (1988)[1]

## Kariera w show biznesie
- Wraz z gwiazdami Hollywood Willem Smithem i Martinem Lawrence'em wystąpił w filmach akcji Bad Boys (1995) i Bad Boys II (2003).
- Zagrał najwyższego elfa świata w telewizyjnym filmie wytwórni Disney The Ultimate Christmas Present.
- Był menedżerem rapera K-os.
- Występował w programach telewizyjnych Rescue Me i Noah's Arc.
- Miał własną audycję radiową w Los Angeles.
- Obecnie pojawia się w różnych programach telewizyjnych.
- W 1996 wystąpił w filmie Eddie[2].

## Życie osobiste
Salley jest weganinem.